# Bernard Hamel
Pour les articles homonymes, voir Hamel.
Bernard Hamel, né le 8 juin 1923 à Paris 16e et mort le 26 septembre 2013 à Paris 15e, est un journaliste et écrivain français.

## Biographie
Il fut notamment correspondant de presse pour Reuters au Cambodge de 1964 à 1975. 
Il est l'auteur de nombreux ouvrages dont De sang et de larmes en 1977 qui a fait découvrir les crimes du régime Khmer rouge, et avec Soth Polin, Témoignages sur le génocide du Cambodge.
Il était membre correspondant de l'Académie des sciences d'outre-mer depuis le 5 décembre 1986.
Il était coanimateur de la radio associative Radio Asie avec Richard Sola.

## Œuvres
Auteur
- Résistances en Indochine, 1975-1980, 1980,  Institut européen de recherches et d'études politiques et sociales
  - 2e édition : Résistances au Vietnam, Cambodge et Laos, 1975-1980, L'Harmattan, 2000  (ISBN 978-2-7384-2394-8)
- « Le surprenant parcours du prince Sihanouk », extrait de Historia, no. 391 (1979), Tallandier, 1979
- Sihanouk et le drame cambodgien, L'Harmattan, 1992  (ISBN 978-2-7384-1933-0)
- De sang et de larmes : la grande déportation du Cambodge,  Albin Michel, 1976, 1992  (ISBN 978-2-226-00413-0)
- Un destin khmer, L'Harmattan, 1999  (ISBN 978-2-7384-7821-4)

Préfacier
- Oum Nal, Un médecin chez les Khmers rouges (préface de Bernard Hamel), L'Harmattan, 2012  (ISBN 978-2-296-57037-5)

Traducteur
- Alphons Silbermann (en), La Musique, la Radio et l'Auditeur : étude sociologique avec la collaboration du Centre d'études radiophoniques, traduit par Antoine Goléa et Bernard Hamel, Presses universitaires de France , 1954 (Bibliothèque internationale de musicologie)
- Leonard Mosley (en), Le Druide, Pygmalion, 1983  (ISBN 978-2-8570-4135-1)
- Wilhelm Stieber, Espion de Bismarck, Pygmalion, 1985,  (ISBN 978-2-8570-4181-8)